# Гонзага ди Сабионета е Боцоло
Гонзàга ди Сабионèта е Бòцоло (на италиански: Gonzaga di Sabbioneta e Bozzolo) е кадетски клон на династията Гонзага.

## История
Феодите Сабионета и Боцоло са създадени от маркграф Джанфранческо I Гонзага, който ги дава след смъртта си през 1444 г. на най-малкия си син Карло, който ги предава след смъртта си през 1456 г. на сина си Уголото. Уголото умира бездетен и крепостите преминават в ръцете на по-големия брат на Карло, Лудовико III, маркграф на Мантуа. Второродният му син Джанфранческо е считан за инициатор на този кадетски клон.
Неговият син Лудовико, след разделянето на феода с брат си Пиро през 1521 г., получава земите на Сабионета. Той превръща Гацуоло в своя резиденция и има разкошен двор, приютяващ художници и писатели, като Лудовико Ариосто. След смъртта на Лудовико за наследник е обявен неговият син Луиджи Гонзага „Родомонте“, имперски капитан на Карл V. Но най-известният представител е Веспазиано I Гонзага, син на „Родомонте“, който получава императорската инвеститура на Боцоло, Остиано, Ривароло, Родиго и Сабионета. Той е смел воин и е дълго време в двора на Филип II Испански. През 1577 г. получава титлата „херцог на Сабионета“ от император Рудолф II, негов личен приятел. След смъртта му през 1591 г. дъщеря му Изабела поема управлението и на свой ред оставя Сабионета на своята племенница Анна Карафа дела Стадера (1637 г.). Със сина на Анна, Никола Мария де Гусман Карафа, династията на Веспасиано Гонзага изчезва и през 1689 г. Херцогство Сабионета преминава във владение на испанците, които го продават на генуезеца Франческо Мария Спинола.
Последният принц на Сабионета-Боцоло в линията е Джанфранческо II, който умира без наследници през 1703 г. Княжеството преминава, след падането на последния херцог на Мантуа Фердинандо Карло Гонзага-Невер, към това на Гуастала в ръцете на Винченцо Гонзага (вж. кадетския клон Гонзага от Гуастала).

## Клон Гонзага диСабионета

### Графове
| управление     | изображение | име                | раждане и смърт |
| 1479 - 1496    |             | Джанфранческо      | *1443 † 1496    |
| 1496 - 1540    |             | Лудовико           | *1480 † 1540    |
| 1521 (?)- 1532 |             | Луиджи „Родомонте“ | *1500 † 1532    |
| 1540 - 1565    |             | Веспазиано I       | *1531 † 1591    |

### Маркграфове
| управление  | изображение | име                  | раждане и смърт |
| 1565 - 1574 |             | Веспазианo I Гонзага | *1531 † 1591    |

### Князе
| управление  | изображение | име          | раждане и смърт |
| 1574 - 1577 |             | Веспазианo I | *1531 † 1591    |

### Херцози
| управление  | изображение | име                                            | раждане и смърт |
| 1577 - 1591 |             | Веспазианo I                                   | *1531, † 1591   |
| 1591 - 1637 |             | Изабела                                        | *1565, † 1637   |
| 1637 - 1644 |             | Анна Карафа дела Стадера (без херцогска титла) | *1610, † 1644   |
| 1644 - 1689 |             | Никола Мария де Гусман Карафа                  | *1638, † 1689   |

Никола Мария умира без наследници през 1689 г. и родът на Веспасиано I Гонзага изчезва. Херцогството Сабионета преминава във владение на испанците, които го продават на генуезеца Франческо Мария Спинола .

### Князе на Сабионета (възстановена титла)
| управление     | изображение | име                                              | раждане и смърт |
| 1640 - 1670    |             | Шипионе                                          | *1595 † 1670    |
| 1664 (?)- 1672 |             | Фердинандо II Филипо                             | *1643 † 1672    |
| 1672 - 1703    |             | Джанфранческо II                                 | *1646 † 1703    |
| 1703 - 1708    |             | Фердинандо Карло Гонзага-Невер, херцог на Мантуа | *1652 † 1708    |

С падането на последния херцог на Мантуа през 1708 г. титлата преминава към клона Гонзага ди Гуастала.
| управление  | изображение | име             | раждане и смърт |
| 1708 - 1714 |             | Винченцо I      | *1634, † 1714   |
| 1714 - 1729 |             | Антонио Феранте | *1687, † 1729   |
| 1729 - 1746 |             | Джзепе Мария I  | *1690, † 1746   |

От 1746 г. преминава към Хабсбургите на Австрия.

## Клон Гонзага ди Боцоло

### Господари
| управление  | изображение | име           | раждане и смърт |
| 1479 - 1496 |             | Джанфранческо | *1443, † 1496   |
| 1496 - 1527 |             | Федерико      | *1480, † 1527   |
| 1527 - 1529 |             | Пиро II       | *1490, † 1529   |
| 1529 - 1540 |             | Лудовико      | *1480, † 1540   |
| 1540 - 1591 |             | Веспазиано I  | *1531, † 1591   |

### Князе
| управление  | изображение | име           | раждане и смърт |
| 1591 - 1592 |             | Пиро II       | *1540, † 1592   |
| 1591 - 1609 |             | Джулио Чезаре | *1552, † 1609   |
| 1609 - 1668 |             | Анибале       | *1602, † 1668   |

През 1703 г. титлата преминава към клона Гонзага ди Гуастала.
| управление  | изображение | име             | раждане и смърт |
| 1704 - 1714 |             | Винченцо I      | *1634 † 1714    |
| 1714 - 1729 |             | Антонио Феранте | *1687 † 1729    |
| 1729 - 1746 |             | Джузепе Мария I | *1690 † 1746    |

## Други титли
Следните титли също принадлежат към тази кадетска линия:
- Господари, графове и князе на Сан Мартино
- Маркграфове и след това князе на Гацуоло
- Господари и след това графове на Помпонеско
- Маркграфове на Помаро
- Маркграфове на Остиано
- Господари на Досоло и Комесаджо
- Господари на Изола Доварезе
- Господари на Ривароло
- Графове на Родиго

### Други
- (EN) Genealogia dei Gonzaga, на genealogy.euweb.cz Посетено на 19 септември 2023 г.
- Nelle terre dei Gonzaga, на it.wikivoyage.org Посетено на 19 септември 2023 г.

|  | Тази страница частично или изцяло представлява превод на страницата Gonzaga di Sabbioneta e Bozzolo в Уикипедия на италиански. Оригиналният текст, както и този превод, са защитени от Лиценза „Криейтив Комънс – Признание – Споделяне на споделеното“, а за съдържание, създадено преди юни 2009 година – от Лиценза за свободна документация на ГНУ. Прегледайте историята на редакциите на оригиналната страница, както и на преводната страница, за да видите списъка на съавторите. ВАЖНО: Този шаблон се отнася единствено до авторските права върху съдържанието на статията. Добавянето му не отменя изискването да се посочват конкретни източници на твърденията, които да бъдат благонадеждни. |